# Unterseeboot 578
L'Unterseeboot 578 ou U-578 est un sous-marin allemand (U-Boot) de type VIIC utilisé par la Kriegsmarine pendant la Seconde Guerre mondiale.
Le sous-marin fut commandé le 8 janvier 1940 à Hambourg (Blohm & Voss), sa quille fut posée le 1er août 1940, il fut lancé le 15 mai 1941 et mis en service le 10 juillet 1941, sous le commandement du Korvettenkapitän Ernst-August Rehwinkel.
Il fut porté disparu dans le golfe de Gascogne à partir d'août 1942, sans explication.

## Conception
Unterseeboot type VII, l'U-578 avait un déplacement de 769 tonnes en surface et 871 tonnes en plongée. Il avait une longueur totale de 67,10 m, un maître-bau de 6,20 m, une hauteur de 9,60 m et un tirant d'eau de 4,74 m. Le sous-marin était propulsé par deux hélices de 1,23 m, deux moteurs diesel Germaniawerft M6V 40/46 de 6 cylindres en ligne de 1 400 cv à 470 tr/min, produisant un total de 2 060 à 2 350 kW en surface et de deux moteurs électriques BBC GG UB 720/8 de 375 cv à 295 tr/min, produisant un total 550 kW, en plongée. Le sous-marin avait une vitesse en surface de 17,7 nœuds (32,8 km/h) et une vitesse de 7,6 nœuds (14,1 km/h) en plongée. Immergé, il avait un rayon d'action de 80 milles marins (150 km) à 4 nœuds (7,4 km/h; 4,6 milles par heure) et pouvait atteindre une profondeur de 230 m. En surface son rayon d'action était de 8 500 milles nautiques (soit 15 700 km) à 10 nœuds (19 km/h).
L'U-578 était équipé de cinq tubes lance-torpilles de 53,3 cm (quatre montés à l'avant et un à l'arrière) qui contenait quatorze torpilles. Il était équipé d'un canon de 8,8 cm SK C/35 (220 coups) et d'un canon antiaérien de 20 mm Flak. Il pouvait transporter 26 mines TMA ou 39 mines TMB. Son équipage comprenait 4 officiers et 40 à 56 sous-mariniers.

## Historique
Il reçut sa formation de base au sein de la 5. Unterseebootsflottille et dans la 7. Unterseebootsflottille jusqu'au 1er octobre 1941, puis il intégra sa formation de combat dans cette même flottille.
Sa première patrouille est précédée par de courts trajets de Kiel à Trondheim et de Trondheim à Kirkenes. Elle commence réellement le 19 novembre 1941. Le 25 novembre, il est attaqué très légèrement par un navire d'escorte soviétique au large de la péninsule de Kola. Il rentre à Kirkenes le 27 novembre.
Il se dirige ensuite vers l'océan Atlantique entre les îles Féroé et les îles Shetland (zone GIUK). Son nouveau port d'attache est Saint-Nazaire, en France occupée, à partir du 28 janvier 1942.
Il quitte Saint-Nazaire le 3 février 1942 et est affecté au large de la côte est des États-Unis dans le cadre de l'opération Paukenschlag. Le 27 février, il torpille le R.P. Resor, un cargo américain de 7 451 tonneaux. L'USS Sagamore tente de remorquer le navire, qui chavire et coule 48 heures après l'attaque du submersible à 31 milles nautiques (57 km) à l'est de Barnegat, dans le New Jersey.
Le lendemain, il coule le destroyer américain USS Jacob Jones. Le four-stacker, achevé en octobre 1919, fut le premier navire de guerre à être coulé par l'ennemi dans les eaux américaines.
Lors de son retour vers la France, il coule le navire Ingerto, le 12 mars 1942, au milieu de l'Atlantique. Il accoste à Saint-Nazaire le 25 mars.
Sa quatrième patrouille est la plus longue de son service (58 jours), et son plus fort succès en tonnage. Il coule le Polyphermus le 27 mai, à 340 milles marins (630 km) au nord des Bermudes. Il coule également le Berganger le 2 juin, au sud-est du Cape Cod.
L'U-578 appareille de Saint-Nazaire pour la dernière fois le 6 août 1942. Il est porté disparu dans le golfe de Gascogne le jour-même, sans aucune explication.
Il aurait été coulé le 10 août 1942 dans le golfe de Gascogne par des charges de profondeur d'un avion tchécoslovaque de la No. 311 Squadron RAF (en). Cette attaque, a pu concerner l'U-135, coulé pour sa part le 15 juillet 1943.
Les 49 membres d'équipage sont portés disparus, son épave n'a pas été retrouvée.  

## Commandement
- Fregattenkapitän Ernst-August Rehwinkel du 10 juillet 1941 au 6 août 1942.

## Affectations
- 5. Unterseebootsflottille du 10 juillet 1941 au 31 août 1941 (Période de formation).
- 7. Unterseebootsflottille du 1er septembre 1941 au 1er octobre 1941 (Période de formation).
- 7. Unterseebootsflottille du 1er octobre 1941 au 6 août 1942 (Unité combattante).

## Patrouilles
|       | Commandant                     | Départ           | Départ      | Arrivée          | Arrivée       | Jours     | Succès   |
| ----- | ------------------------------ | ---------------- | ----------- | ---------------- | ------------- | --------- | -------- |
|       | KrvKpt. Ernst-August Rehwinkel | 28 octobre 1941  | Kiel        | 2 novembre 1941  | Trondheim     | 6 jours   |          |
|       | KrvKpt. Ernst-August Rehwinkel | 5 novembre 1941  | Trondheim   | 8 novembre 1941  | Kirkenes      | 4 jours   |          |
| 1     | KrvKpt. Ernst-August Rehwinkel | 19 novembre 1941 | Kirkenes    | 27 novembre 1941 | Kirkenes      | 9 jours   |          |
|       | KrvKpt. Ernst-August Rehwinkel | 29 novembre 1941 | Kirkenes    | 4 décembre 1941  | Bergen        | 6 jours   |          |
|       | KrvKpt. Ernst-August Rehwinkel | 6 décembre 1941  | Bergen      | 10 décembre 1941 | Kiel          | 5 jours   |          |
| 2     | KrvKpt. Ernst-August Rehwinkel | 15 janvier 1942  | Kiel        | 28 janvier 1942  | St. Nazaire   | 14 jours  |          |
| 3     | KrvKpt. Ernst-August Rehwinkel | 3 février 1942   | St. Nazaire | 25 mars 1942     | St. Nazaire   | 51 jours  | 11 630   |
| 4     | KrvKpt. Ernst-August Rehwinkel | 7 mai 1942       | St. Nazaire | 3 juillet 1942   | St. Nazaire   | 58 jours  | 13 095   |
| 5     | FrgKpt. Ernst-August Rehwinkel | 6 août 1942      | St. Nazaire | 6 août 1942      | Porté disparu | 1 jours   |          |
| Total | Total                          | Total            | Total       | Total            | Total         | 154 jours | 24 725 t |

Note : KrvKpt. = Korvettenkapitän - FrgKpt. = Fregattenkapitän

### OpérationsWolfpack
L'U-578 opéra avec les Wolfpacks (meute de loups) durant sa carrière opérationnelle.
- Schlei (16-24 janvier 1942)
- Hecht (9-11 mai 1942)
- Pfadfinder (21-27 mai 1942)

## Navires coulés
L'U-578 coula 4 navires marchands totalisant 23 635 tonneaux et 1 navire de guerre de 1 090 tonneaux au cours des 5 patrouilles (154 jours en mer) qu'il effectua.
| Date            | Nom             | Nationalité        | Tonnage | Fait  | Localisation         |
| --------------- | --------------- | ------------------ | ------- | ----- | -------------------- |
| 27 février 1942 | R. P. Resor     | USA                | 7 451   | Coulé | 39° 47′ N, 73° 26′ O |
| 28 février 1942 | USS Jacob Jones | United States Navy | 1 090   | Coulé | 38° 37′ N, 74° 32′ O |
| 12 mars 1942    | Ingerto         | Norvège            | 3 089   | Coulé | 41° 30′ N, 51° 00′ O |
| 27 mai 1942     | Polyphemus      | Pays-Bas           | 6 269   | Coulé | 38° 12′ N, 63° 22′ O |
| 2 juin 1942     | Berganger       | Norvège            | 6 826   | Coulé | 39° 25′ N, 69° 50′ O |